# Tamba tephraea
Tamba tephraea är en fjärilsart som beskrevs av Turner 1909. Tamba tephraea ingår i släktet Tamba och familjen nattflyn. Inga underarter finns listade i Catalogue of Life.